# Bathophilus vaillanti
Bathophilus vaillanti és una espècie de peix de la família dels estòmids i de l'ordre dels estomiformes.

## Morfologia
- Els mascles poden assolir 18 cm de longitud total.[4][5]

## Hàbitat
És un peix marí i d'aigües profundes que viu fins als 4.900 m de fondària.

## Distribució geogràfica
Es troba a l'Atlàntic oriental (des de Portugal fins a Mauritània), l'Atlàntic occidental (des dels Estats Units fins a les Bahames), l'Atlàntic nord-occidental (Canadà) i el sud-oest del Pacífic (Nova Zelanda).